# Liste des BB 26000
Cette page est une annexe de l'article « BB 26000 ».

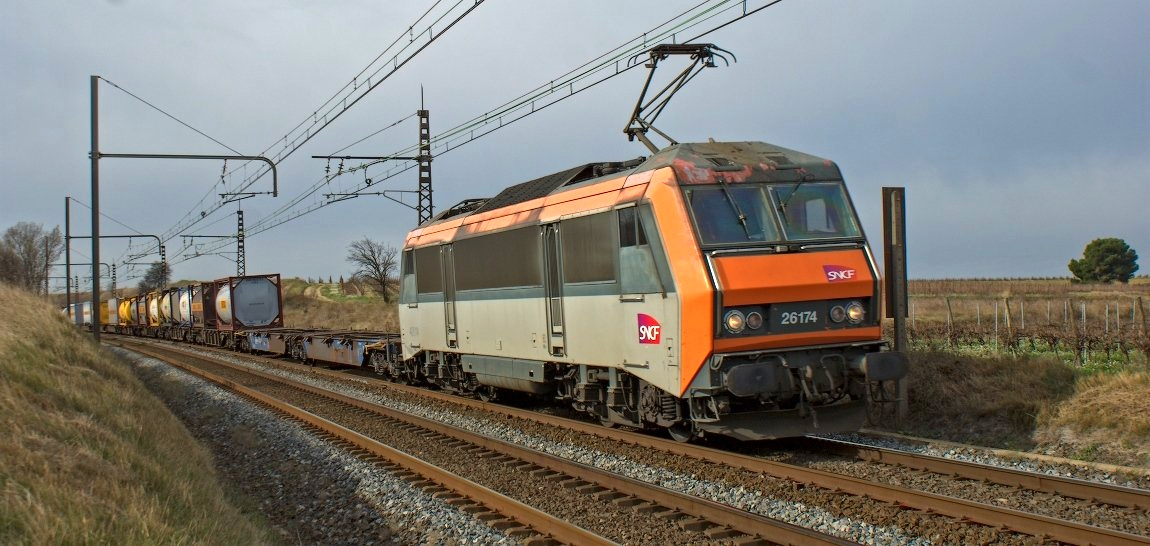
La BB 26174 tirant un train de fret près de Béziers.

Cette liste recense les éléments du parc de BB 26000, appelée aussi Sybic, matériel roulant de la Société nationale des chemins de fer français (SNCF).

## Gestionnaires
Le nombre de locomotives BB 26000 construites est de 234, numérotées 26001 à 26234. Au 19 mai 2025, le parc BB 26000 en service est de 138 exemplaires. Quatre entités de la SNCF sont utilisatrices de ces locomotives :
- SNCF Voyages (ou SNCF VFE) ;
- Intercités (ou SNCF CIC) ;
- Fret SNCF ;
- TER.

## Technicentres
Au 19 mai 2025, ces locomotives sont gérées par trois Supervisions techniques de flotte (STF) :
| Abréviations | Technicentres                    | Villes                              | Nb de machines |
| ------------ | -------------------------------- | ----------------------------------- | -------------- |
| SLE          | STF Locomotives électriques Fret | Lille                               | 57 machines    |
| STA          | STF Alsace                       | Strasbourg                          | 22 machines    |
| SVI          | STF Voyages - Intercités         | Villeneuve-Saint-Georges / Bordeaux | 59 machines    |

## État du matériel
| Motrice   | Mise en service    | Radiation          | Livrée            | STF | Baptême (date ou report)                             | Activité      |
| --------- | ------------------ | ------------------ | ----------------- | --- | ---------------------------------------------------- | ------------- |
| BB 26001  | 1er avril 1988     |                    | En Voyage         | SVI | Gien (20 avril 1991)                                 | Intercités    |
| BB 26002  | 6 mai 1988         | 17 décembre 2021   | En Voyage         |     | Souffelweyersheim (20 avril 1991)                    |               |
| BB 26003  | 10 mai 1988        |                    | Grise             | SVI | Fontvieille (9 juin 1990)                            | Intercités    |
| BB 26004  | 1er juillet 1988   |                    | Grise             | SVI | Cernay (16 septembre 1989)                           | Intercités    |
| BB 26005  | 1er septembre 1988 |                    | VSOE              | SVI | Nemours/Saint-Pierre-lès-Nemours (30 septembre 2006) | Intercités    |
| BB 26006  | 4 mai 1990         |                    | Grise             | SVI | Musée français du chemin de fer (10 juin 1989)       | Intercités    |
| BB 26007  | 15 décembre 1989   |                    | Grise             | SVI | Béning-lès-Saint-Avold (13 mai 1990)                 | Intercités    |
| BB 26008  | 12 février 1990    |                    | Grise             | SVI |                                                      | Intercités    |
| BB 26009  | 4 mai 1990         | GRD                | Grise             | SVI | Longvic-en-Bourgogne (19 juin 1990)                  | Intercités    |
| BB 26010  | 18 mai 1990        |                    | Grise             | SVI | Vallorbe (23 juin 1990)                              | Intercités    |
| BB 26011  | 1er juin 1990      |                    | Carmillon         | SVI | Le Piennois (5 mai 1991)                             | Intercités    |
| BB 26012  | 1er juin 1990      |                    | Grise             | SVI | Hagondange (26 mai 1991)                             | Intercités    |
| BB 26013  | 11 juin 1990       |                    | Carmillon         | SVI | Miramas (2 octobre 1993)                             | Intercités    |
| BB 26014  | 1er juillet 1990   |                    | Carmillon         | SVI | Dole (25 mai 1991)                                   | Intercités    |
| BB 26015  | 10 juillet 1990    |                    | Carmillon         | SVI | Florange (13 juin 1992)                              | Intercités    |
| BB 26016  | 16 juillet 1990    |                    | Carmillon         | SVI | Caussade (31 juillet 1994)                           | Intercités    |
| BB 26017  | 18 juillet 1990    |                    | Carmillon         | SVI |                                                      | Intercités    |
| BB 26018  | 31 juillet 1990    |                    | Carmillon         | SVI |                                                      | Intercités    |
| BB 26019  | 25 septembre 1990  |                    | VSOE              | SVI |                                                      | Intercités    |
| BB 26020  | 24 septembre 1990  |                    | Grise             | SVI | Menton (Report de la CC 40102)                       | Intercités    |
| BB 26021  | 14 septembre 1990  | 14 juin 2022       | Grise             |     |                                                      |               |
| BB 26022  | 28 septembre 1990  | 14 décembre 2014   | Béton             |     |                                                      |               |
| BB 26023  | 12 octobre 1990    | 14 décembre 2014   | Béton             |     |                                                      |               |
| BB 26024  | 18 octobre 1990    |                    | Grise             | SVI |                                                      | Intercités    |
| BB 26025  | 26 octobre 1990    |                    | Grise             | SVI |                                                      | Intercités    |
| BB 26026  | 15 novembre 1990   |                    | Grise             | SVI |                                                      | Intercités    |
| BB 26027  | 4 décembre 1990    | 19 juillet 2024    | Carmillon         |     |                                                      |               |
| BB 26028  | 4 décembre 1990    |                    | Carmillon         | SVI | Narbonne (Report de la CC 6512)                      | Intercités    |
| BB 26029  | 23 novembre 1990   |                    | Carmillon         | SVI |                                                      | Intercités    |
| BB 26030  | 23 novembre 1990   |                    | Carmillon/JO 2024 | SVI |                                                      | Intercités    |
| BB 26031  | 21 décembre 1990   |                    | Carmillon         | SVI |                                                      | Intercités    |
| BB 26032  | 7 décembre 1990    |                    | Carmillon         | SVI |                                                      | Intercités    |
| BB 26033  | 31 janvier 1991    |                    | Grise             | SVI | Laval (Report de la CC 6563)                         | Intercités    |
| BB 26034  | 28 décembre 1990   |                    | Carmillon         | SVI |                                                      | Intercités    |
| BB 26035  | 14 janvier 1991    |                    | Carmillon         | SVI |                                                      | Intercités    |
| BB 26036  | 11 janvier 1991    |                    | Carmillon         | SVI |                                                      | Intercités    |
| BB 26037  | 18 mars 1991       | 2025               | Carmillon         | SVI |                                                      | Intercités    |
| BB 26038  | 25 janvier 1991    |                    | Carmillon         | SVI |                                                      | Intercités    |
| BB 26039  | 7 mars 1991        |                    | Carmillon         | SVI | Limoges (Report de la CC 6522)                       | Intercités    |
| BB 26040  | 7 mars 1991        | 2025               | Carmillon         | SVI |                                                      | Intercités    |
| BB 26041  | 22 mars 1991       | 31 mars 2016       | Béton             |     | Mézidon-Canon (30 octobre 1999)                      |               |
| BB 26042  | 13 juin 1991       |                    | Carmillon         | SVI |                                                      | Intercités    |
| BB 26043  | 10 avril 1991      |                    | Carmillon         | SVI | Emerainville (15 juin 1996)                          | Intercités    |
| BB 26044  | 16 avril 1991      |                    | Carmillon         | SVI | Pontault-Combault (15 juin 1996)                     | Intercités    |
| BB 26045  | 30 mai 1991        |                    | Carmillon         | SVI |                                                      | Intercités    |
| BB 26046  | 31 mai 1991        |                    | Carmillon         | SVI | Sélestat (7 septembre 1991)                          | Intercités    |
| BB 26047  | 4 juin 1991        |                    | Carmillon         | SVI | Jarville (26 octobre 1991)                           | Intercités    |
| BB 26048  | 21 juin 1991       |                    | Carmillon         | SVI |                                                      | Intercités    |
| BB 26049  | 21 juin 1991       |                    | Grise             | SVI |                                                      | Intercités    |
| BB 26050  | 9 août 1991        |                    | Carmillon         | SVI |                                                      | Intercités    |
| BB 26051  | 9 août 1991        |                    | Carmillon         | SVI |                                                      | Intercités    |
| BB 26052  | 7 août 1991        |                    | Carmillon         | SVI | Saint-Dizier (3 octobre 1992)                        | Intercités    |
| BB 26053  | 26 août 1991       |                    | Carmillon         | SVI |                                                      | Intercités    |
| BB 26054  | 7 août 1991        |                    | Carmillon         | SVI | Jarny (26 octobre 1991)                              | Intercités    |
| BB 26055  | 9 août 1991        |                    | Carmillon         | SVI |                                                      | Intercités    |
| BB 26056  | 27 août 1991       |                    | Carmillon         | SVI |                                                      | Intercités    |
| BB 26057  | 13 août 1991       |                    | Carmillon         | SVI |                                                      | Intercités    |
| BB 26058  | 19 septembre 1991  | 10 novembre 2015   | Béton             |     |                                                      |               |
| BB 26059  | 12 septembre 1991  |                    | Grise             | SLE |                                                      | Fret          |
| BB 26060  | 20 septembre 1991  |                    | Grise             | SLE |                                                      | Fret          |
| BB 26061  | 2 octobre 1991     |                    | Grise             | SLE |                                                      | Fret          |
| BB 26062  | 16 octobre 1991    |                    | Grise             | SLE |                                                      | Fret          |
| BB 26063  | 25 octobre 1991    |                    | Hexafret          | SLE |                                                      | Fret          |
| BB 26064  | 4 novembre 1991    |                    | Grise             | SLE |                                                      | Fret          |
| BB 26065  | 12 novembre 1991   |                    | Grise             | SLE |                                                      | Fret          |
| BB 26066  | 19 novembre 1991   |                    | Grise - Hexafret  | SLE |                                                      | Fret          |
| BB 26067  | 13 janvier 1992    |                    | Grise             | SLE |                                                      | Fret          |
| BB 26068  | 21 janvier 1992    |                    | Grise - Hexafret  | SLE |                                                      | Fret          |
| BB 26069  | 21 janvier 1992    |                    | Grise             | SLE |                                                      | Fret          |
| BB 26070  | 28 janvier 1992    |                    | Carmillon         | SVI |                                                      | Intercités    |
| BB 26071  | 31 janvier 1992    |                    | Carmillon         | SVI |                                                      | Intercités    |
| BB 26072  | 7 février 1992     |                    | Carmillon         | SVI | Issoudun (Report de la CC 6529)                      | Intercités    |
| BB 26073  | 11 février 1992    |                    | Carmillon         | SVI |                                                      | Intercités    |
| BB 26074  | 18 février 1992    |                    | Carmillon         | SVI |                                                      | Intercités    |
| BB 26075  | 27 février 1992    |                    | Carmillon         | SVI |                                                      | Intercités    |
| BB 26076  | 5 mars 1992        |                    | Grise             | SLE |                                                      | Fret          |
| BB 26077  | 13 mars 1992       |                    | Grise             | SLE |                                                      | Fret          |
| BB 26078  | 20 mars 1992       |                    | Grise             | SLE |                                                      | Fret          |
| BB 26079  | 7 avril 1992       | 18 avril 2016      | Béton             |     |                                                      |               |
| BB 26080  | 8 avril 1992       | 31 janvier 2016    | Béton             |     |                                                      |               |
| BB 26081  | 15 avril 1992      | 18 avril 2016      | Béton             |     |                                                      |               |
| BB 26082  | 12 mai 1992        | 12 mai 2016        | Béton             |     |                                                      |               |
| BB 26083  | 30 avril 1992      | 16 mai 2012        | Béton             |     |                                                      |               |
| BB 26084  | 5 mai 1992         | 1er novembre 2001  | Béton             |     |                                                      |               |
| BB 26085  | 19 mai 1992        | 18 novembre 2016   | Béton             |     |                                                      |               |
| BB 26086  | 22 mai 1992        | 23 mai 2016        | Fret              |     | Cognac (Report de la CC 6513)                        |               |
| BB 26087  | 22 juin 1992       | 2 septembre 2016   | Béton             |     | Arcachon (Report de la CC 6517)                      |               |
| BB 26088  | 7 juillet 1992     | 18 novembre 2016   | Béton             |     | Remiremont (24 novembre 1992)                        |               |
| BB 26089  | 11 août 1992       | 8 août 2016        | Béton             |     |                                                      |               |
| BB 26090  | 11 août 1992       | 5 janvier 2017     | Béton             |     | Aix-les-Bains (Report du T 2001/02)                  |               |
| BB 26091  | 7 août 1992        |                    | Grise             | SLE |                                                      | Fret          |
| BB 26092  | 21 août 1992       |                    | Grise             | SLE |                                                      | Fret          |
| BB 26093  | 18 septembre 1992  | 27 février 2017    | Béton             |     |                                                      |               |
| BB 26094  | 11 septembre 1992  | 8 février 2017     | Béton             |     |                                                      |               |
| BB 26095  | 14 septembre 1992  | 17 novembre 2016   | Béton             |     |                                                      |               |
| BB 26096  | 25 septembre 1992  | 1er septembre 2016 | Fret              |     |                                                      |               |
| BB 26097  | 2 octobre 1992     | 8 février 2017     | Béton             |     |                                                      |               |
| BB 26098  | 28 septembre 1992  | 1er septembre 2016 | Béton             |     | Vierzon (Report de la CC 6506)                       |               |
| BB 26099  | 6 novembre 1992    | 31 janvier 2015    | Béton             |     |                                                      |               |
| BB 26100  | 14 décembre 1992   | 7 novembre 2016    | Béton             |     | Pompey (9 mai 1994)                                  |               |
| BB 26101  | 20 novembre 1992   | 1er juin 2017      | Béton             |     |                                                      |               |
| BB 26102  | 27 novembre 1992   | 1er juin 2017      | Béton             |     |                                                      |               |
| BB 26103  | 4 décembre 1992    | 13 juin 2017       | Béton             |     |                                                      |               |
| BB 26104  | 30 novembre 1992   |                    | Grise             | SLE |                                                      | Fret          |
| BB 26105  | 17 décembre 1992   |                    | Grise             | SLE |                                                      | Fret          |
| BB 26106  | 18 décembre 1992   |                    | Grise             | SLE |                                                      | Fret          |
| BB 26107  | 18 décembre 1992   |                    | Grise - Hexafret  | SLE |                                                      | Fret          |
| BB 26108  | 11 janvier 1993    |                    | Grise             | SLE | Ivry-sur-Seine (Report de la CC 6502)                | Fret          |
| BB 26109  | 15 janvier 1993    |                    | Grise - Hexafret  | SLE |                                                      | Fret          |
| BB 26110  | 11 février 1993    |                    | Grise - Hexafret  | SLE |                                                      | Fret          |
| BB 26111  | 1er février 1993   | 9 juillet 2015     | Béton             |     |                                                      |               |
| BB 26112  | 19 février 1993    |                    | Grise             | SLE |                                                      | Fret          |
| BB 26113  | 19 février 1993    |                    | Grise             | SLE | Beautiran (Report de la CC 6533)                     | Fret          |
| BB 26114  | 8 mars 1993        |                    | Grise             | SLE |                                                      | Fret          |
| BB 26115  | 19 mars 1993       |                    | Grise             | SLE |                                                      | Fret          |
| BB 26116  | 13 avril 1993      |                    | Grise - Hexafret  | SLE | Ruffec (Report de la CC 6520)                        | Fret          |
| BB 26117  | 12 mai 1993        | 1er septembre 2016 | Béton             |     |                                                      |               |
| BB 26118  | 9 avril 1993       |                    | Grise             | SLE |                                                      | Fret          |
| BB 26119  | 30 avril 1993      |                    | Grise             | SLE |                                                      | Fret          |
| BB 26120  | 7 mai 1993         | 31 janvier 2015    | Béton             |     |                                                      |               |
| BB 26121  | 14 mai 1993        |                    | Grise             | SLE | Compiègne/Margny-lès-Compiègne (18 octobre 1997)     | Fret          |
| BB 26122  | 4 juin 1993        |                    | Grise             | SLE | Location pour SVI                                    | Fret          |
| BB 26123  | 1er juin 1993      |                    | Grise             | SLE |                                                      | Fret          |
| BB 26124  | 11 juin 1993       | 9 septembre 2015   | Béton             |     |                                                      |               |
| BB 26125  | 18 juin 1993       |                    | Grise - Hexafret  | SLE | Choisy-le-Roi (Report de la CC 6526)                 | Fret          |
| BB 26126  | 9 juillet 1993     |                    | Grise             | SLE |                                                      | Fret          |
| BB 26127  | 23 juillet 1993    |                    | Grise - Hexafret  | SLE |                                                      | Fret          |
| BB 26128  | 30 juillet 1993    |                    | Grise             | SLE | Amboise (Report de la CC 6527)                       | Fret          |
| BB 26129  | 16 août 1993       | 9 septembre 2015   | Béton             |     |                                                      |               |
| BB 26130  | 20 août 1993       |                    | Grise             | SLE |                                                      | Fret          |
| BB 26131  | 27 août 1993       |                    | Grise - Hexafret  | SLE |                                                      | Fret          |
| BB 26132  | 7 octobre 1993     | 9 septembre 2015   | Béton             |     | Carcassonne (Report de la CC 6510)                   |               |
| BB 26133  | 8 octobre 1993     |                    | Grise             | SLE |                                                      | Fret          |
| BB 26134  | 20 octobre 1993    |                    | Grise             | SLE |                                                      | Fret          |
| BB 26135  | 4 novembre 1993    |                    | Grise             | SLE |                                                      | Fret          |
| BB 26136  | 19 novembre 1993   | 1er septembre 2016 | Béton             |     | Oullins (Report de la CC 6560)                       |               |
| BB 26137  | 26 novembre 1993   | 1er septembre 2016 | Béton             |     |                                                      |               |
| BB 26138  | 3 décembre 1993    |                    | Carmillon         | SVI | /                                                    | Intercités    |
| BB 26139  | 22 décembre 1993   |                    | Carmillon         | SVI | /                                                    | Intercités    |
| BB 26140R | 15 décembre 1993   |                    | Grand Est         | STA | /                                                    | TER Grand Est |
| BB 26141R | 20 janvier 1994    |                    | Grand Est         | STA | Libourne (Report de la CC 6573)                      | TER Grand Est |
| BB 26142R | 27 janvier 1994    |                    | Grand Est         | STA | /                                                    | TER Grand Est |
| BB 26143R | 11 mars 1994       |                    | Grand Est         | STA | /                                                    | TER Grand Est |
| BB 26144R | 11 mars 1994       |                    | Grand Est         | STA | /                                                    | TER Grand Est |
| BB 26145R | 11 mars 1994       |                    | Grand Est         | STA | /                                                    | TER Grand Est |
| BB 26146R | 23 mars 1994       |                    | Grand Est         | STA | /                                                    | TER Grand Est |
| BB 26147R | 30 mars 1994       |                    | Grand Est         | STA | /                                                    | TER Grand Est |
| BB 26148R | 7 avril 1994       |                    | Grand Est         | STA | /                                                    | TER Grand Est |
| BB 26149R | 15 avril 1994      |                    | Grand Est         | STA | Orléans (Report de la CC 6518)                       | TER Grand Est |
| BB 26150R | 22 avril 1994      |                    | Grand Est         | STA | /                                                    | TER Grand Est |
| BB 26151R | 6 mai 1994         |                    | Grand Est         | STA | /                                                    | TER Grand Est |
| BB 26152R | 25 mai 1994        |                    | Grand Est         | STA | /                                                    | TER Grand Est |
| BB 26153R | 25 mai 1994        |                    | Grand Est         | STA | /                                                    | TER Grand Est |
| BB 26154  | 14 juin 1994       | 20 juin 2019       | Béton             |     |                                                      |               |
| BB 26155  | 21 juin 1994       |                    | Carmillon         | SVI | /                                                    | Intercités    |
| BB 26156  | 24 juin 1994       |                    | Carmillon         | SVI | /                                                    | Intercités    |
| BB 26157  | 29 juin 1994       | 28 juin 2019       | Béton             |     |                                                      |               |
| BB 26158R | 20 juillet 1994    |                    | Grand Est         | STA | /                                                    | TER Grand Est |
| BB 26159R | 22 juillet 1994    |                    | Grand Est         | STA | /                                                    | TER Grand Est |
| BB 26160R | 2 août 1994        |                    | Grand Est         | STA | /                                                    | TER Grand Est |
| BB 26161R | 26 août 1994       |                    | Grand Est         | STA | /                                                    | TER Grand Est |
| BB 26162R | 12 septembre 1994  |                    | Grand Est         | STA | /                                                    | TER Grand Est |
| BB 26163R | 16 septembre 1994  |                    | Grand Est         | STA | /                                                    | TER Grand Est |
| BB 26164  | 19 septembre 1994  | 5 septembre 2019   | En Voyage         |     |                                                      |               |
| BB 26165  | 7 octobre 1994     | 24 octobre 2019    | Béton             |     |                                                      |               |
| BB 26166  | 14 octobre 1994    | 7 novembre 2019    | Béton             |     |                                                      |               |
| BB 26167R | 21 novembre 1994   |                    | Grand Est         | STA |                                                      | TER Grand Est |
| BB 26168R | 26 novembre 1994   |                    | Grand Est         | STA |                                                      | TER Grand Est |
| BB 26169  | 8 décembre 1994    | 9 septembre 2015   | Béton             |     |                                                      |               |
| BB 26170  | 19 décembre 1994   |                    | Grise             | SLE |                                                      | Fret          |
| BB 26171  | 14 décembre 1994   |                    | Grise             | SLE |                                                      | Fret          |
| BB 26172  | 13 janvier 1995    | 31 janvier 2015    | Carmillon         |     |                                                      |               |
| BB 26173  | 30 janvier 1995    | 8 janvier 2019     | Béton             |     |                                                      |               |
| BB 26174  | 3 février 1995     | 6 mars 2019        | Béton             |     |                                                      |               |
| BB 26175  | 2 mars 1995        | 9 septembre 2015   | Béton             |     |                                                      |               |
| BB 26176  | 17 mars 1995       | 27 février 2019    | Béton             |     |                                                      |               |
| BB 26177  | 5 avril 1995       |                    | Grise             | SLE |                                                      | Fret          |
| BB 26178  | 12 avril 1995      |                    | Grise             | SLE |                                                      | Fret          |
| BB 26179  | 31 mai 1995        |                    | Grise             | SLE |                                                      | Fret          |
| BB 26180  | 19 mai 1995        |                    | Grise             | SLE |                                                      | Fret          |
| BB 26181  | 12 juin 1995       |                    | Grise             | SLE |                                                      | Fret          |
| BB 26182  | 16 juin 1995       | 15 juillet 2019    | Béton             |     | Jeumont (Report de la CC 6571)                       |               |
| BB 26183  | 20 juillet 1995    | 4 novembre 2016    | Béton             |     |                                                      |               |
| BB 26184  | 25 juillet 1995    | 15 juillet 2019    | Fret              |     | Bourgogne (1er avril 2003)                           |               |
| BB 26185  | 21 septembre 1995  | 9 septembre 2015   | Béton             |     |                                                      |               |
| BB 26186  | 14 septembre 1995  | 15 juillet 2019    | Béton             |     |                                                      |               |
| BB 26187  | 16 octobre 1995    | 15 juillet 2019    | Béton             |     |                                                      |               |
| BB 26188  | 20 octobre 1995    | 15 juillet 2019    | Béton             |     |                                                      |               |
| BB 26189  | 2 novembre 1995    | 28 octobre 2019    | Béton             |     |                                                      |               |
| BB 26190  | 22 novembre 1995   | 11 décembre 2023   | Béton             |     | Saint-Chamond (Report de la CC 6535)                 |               |
| BB 26191  | 22 décembre 1995   | 15 avril 2020      | Béton             |     | Gagny (Report de la BB 15033)                        |               |
| BB 26192  | 12 janvier 1996    | 9 avril 2020       | Fret              |     | Portes-lès-Valence (18 avril 2009)                   |               |
| BB 26193  | 22 janvier 1996    | 18 mars 2020       | Béton             |     |                                                      |               |
| BB 26194  | 26 janvier 1996    | 18 mars 2020       | Béton             |     |                                                      |               |
| BB 26195  | 2 février 1996     | 14 décembre 2021   | Béton             |     |                                                      |               |
| BB 26196  | 9 février 1996     | 15 avril 2022      | Béton             |     | Brest (Report de la CC 6567)                         |               |
| BB 26197  | 21 février 1996    | 16 juillet 2020    | Béton             |     | Châteauroux (Report de la CC 6525)                   |               |
| BB 26198  | 23 février 1996    | 14 décembre 2021   | Béton             |     | Saintes (Report de la CC 6521)                       |               |
| BB 26199  | 27 mars 1996       | 6 janvier 2021     | Béton             |     | Saint-Pierre-des-Corps (Report de la CC 6531)        |               |
| BB 26200  | 3 avril 1996       | 16 septembre 2020  | Béton             |     |                                                      |               |
| BB 26201  | 1er avril 1996     | 18 mars 2020       | Béton             |     | Riorges (Report du T 2013/14)                        |               |
| BB 26202  | 24 avril 1996      | 18 mars 2020       | Béton             |     |                                                      |               |
| BB 26203  | 22 avril 1996      | 18 mars 2020       | Béton             |     | Angoulême (Report de la CC 6519)                     |               |
| BB 26204  | 30 avril 1996      | 18 juin 2025       | Béton             |     |                                                      |               |
| BB 26205  | 7 juin 1996        | 8 août 2022        | Béton             |     |                                                      |               |
| BB 26206  | 17 juin 1996       | 8 août 2022        | Béton             |     | Castelnaudary (Report de la CC 6505)                 |               |
| BB 26207  | 27 juin 1996       | 8 août 2022        | Béton             |     | Salon-de-Provence (Report de la CC 6537)             |               |
| BB 26208  | 24 juin 1996       | 31 mai 2016        | Béton             |     |                                                      |               |
| BB 26209  | 26 septembre 1996  | 8 juillet 2024     | Béton             |     |                                                      |               |
| BB 26210  | 19 septembre 1996  | 13 octobre 2022    | Béton             |     | Vitry-sur-Seine (Report de la CC 6504)               |               |
| BB 26211  | 3 octobre 1996     | 13 octobre 2022    | Béton             |     |                                                      |               |
| BB 26212  | 17 octobre 1996    | 8 février 2024     | Béton             |     |                                                      |               |
| BB 26213  | 15 novembre 1996   | 31 mai 2016        | Béton             |     |                                                      |               |
| BB 26214  | 22 novembre 1996   | 11 décembre 2023   | Béton             |     |                                                      |               |
| BB 26215  | 4 décembre 1996    | 13 octobre 2022    | Béton             |     |                                                      |               |
| BB 26216  | 20 décembre 1996   | 26 janvier 2021    | Béton             |     |                                                      |               |
| BB 26217  | 17 janvier 1997    | 18 juin 2025       | Béton             |     |                                                      |               |
| BB 26218  | 7 février 1997     | 14 décembre 2021   | Béton             |     |                                                      |               |
| BB 26219  | 7 mars 1997        | 19 avril 2023      | Béton             |     |                                                      |               |
| BB 26220  | 21 mars 1997       | 19 avril 2023      | Béton             |     |                                                      |               |
| BB 26221  | 2 avril 1997       | 18 mai 2020        | Béton             |     | Montauban (Report de la CC 6508)                     |               |
| BB 26222  | 16 mai 1997        | 8 juillet 2024     | Béton             |     |                                                      |               |
| BB 26223  | 13 juin 1997       | 8 février 2024     | Béton             |     |                                                      |               |
| BB 26224  | 19 juin 1997       | 15 avril 2022      | Béton             |     | Châtellerault (Report de la CC 6516)                 |               |
| BB 26225  | 24 juillet 1997    | 13 octobre 2022    | Béton             |     |                                                      |               |
| BB 26226  | 22 octobre 1997    | 13 décembre 2024   | Béton             |     |                                                      |               |
| BB 26227  | 21 novembre 1997   | 19 avril 2023      | Corail+           |     |                                                      |               |
| BB 26228  | 19 décembre 1997   | 17 mai 2021        | Béton             |     |                                                      |               |
| BB 26229  | 12 février 1998    | GBE                | Béton             |     |                                                      |               |
| BB 26230  | 11 mars 1998       | GBE                | Béton             |     | Agen (Report de la CC 6509)                          |               |
| BB 26231  | 27 mars 1998       | GBE                | Béton             |     |                                                      |               |
| BB 26232  | 2 avril 1998       | GBE                | Béton             |     | Nantes (Report du T 2033/34)                         |               |
| BB 26233  | 5 juin 1998        | GBE                | Béton             |     |                                                      |               |
| BB 26234  | 23 juillet 1998    | GBE                | Béton             |     |                                                      |               |

- OPMV = Opération mi-vie
- GRD : Garage Réparation différée
- BB 26001 : Dernière BB 26000 En Voyage encore en service.
- BB 26046 : Seule BB 26000 Carmillon à posséder une livrée peinte, et non pelliculée (d'où le numéro noir sur fond blanc).
- BB 26063 : Dernière BB 26000 FRET encore en service.
- BB 26084 : Radiée à la suite d'un sabotage sur la voie le 04/06/2000, à Chasse-sur-Rhône (38).
- BB 26172 : Préservé à la Cité du train à Mulhouse (68).
- BB 26185 : Radiée à la suite d'un accident avec un poids lourd à Sénas (13) le 15 octobre 2012[2].